# Elżbieta Bakuła
Elżbieta Bakuła (ur. 2 czerwca 1935 w Ciszycy, zm. 15 maja 2023 w Żyrardowie) – polska nauczycielka, działaczka partyjna i państwowa, wieloletnia przewodnicząca Miejskiej Rady Narodowej w Żyrardowie, I sekretarz Komitetu Miejskiego PZPR w Żyrardowie (1975–1981).

## Życiorys
Ukończyła studia z dziedziny polonistyki na Uniwersytecie Warszawskim, po czym pracowała jako nauczycielka języka polskiego w Zespole Szkół Zawodowych w Żyrardowie, a także miejski inspektor szkolny (1966–1972). 
Od 1954 należała do PZPR, była m.in. sekretarzem POP w Zespole Szkół Zawodowych, a także członkiem Egzekutywy i Plenum Komitetu Miejskiego. Przez szereg lat sprawowała mandat radnej Wojewódzkiej Rady Narodowej w Warszawie oraz Miejskiej Rady Narodowej w Żyrardowie. W latach 1972–1975 pracowała jako sekretarz Komitetu Miejskiego PZPR ds. propagandy. Po ustąpieniu Stanisława Barańskiego została wybrana na I sekretarza KM PZPR w Żyrardowie, zasiadła również w Egzekutywie nowo utworzonego Komitetu Wojewódzkiego PZPR w Skierniewicach. Kilka dni później objęła funkcję przewodniczącej Miejskiej Rady Narodowej w Żyrardowie. 
Na czele żyrardowskiej PZPR stała przez dwie kadencje do 1981. Nie ubiegała się o reelekcję. Funkcję przewodniczącej MRN pełniła do 1982. Podjęła pracę jako kierownik wydziału w Komitecie Wojewódzkim PZPR w Skierniewicach. 
Odznaczona m.in. Srebrnym Krzyżem Zasługi. 
Zmarła na wiosnę 2023, została pochowana na cmentarzu ewangelicko-augsburskim w Żyrardowie.